# Thelephora borneensis
Thelephora borneensis är en svampart som beskrevs av Corner 1976. Thelephora borneensis ingår i släktet vårtöron och familjen Thelephoraceae.   Inga underarter finns listade i Catalogue of Life.